# XIIIe siècle en sport

Chronologie du sport
- Chronologie du sport du Ve au XIIe siècle - XIIIe siècle - XIVe siècle en sport

## Course de chars
- 12 avril 1204 : lors de la quatrième croisade, Constantinople tombe aux mains des Latins ; c’est la fin des courses de chars… Les Latins pillent la ville et Venise fait notamment main basse sur le fameux quadrige de bronze doré de l’hippodrome de Constantinople qui orne depuis la place Saint-Marc. Ces courses étaient en déclin depuis un demi-siècle à Constantinople. L’Hippodrome, mal entretenu, est même partiellement détruit dans un grand incendie.

- 1261 : Constantinople est reprise par les Grecs, mais l’Hippodrome, à moitié détruit, ne permet pas la reprise des courses de chars. La fin des fastueux programmes sportifs et la mise sous siège incessante de la ville jusqu’à la prise par les Turcs donnent aux Byzantins, désormais « peuple sans divertissements », une humeur austère et une tristesse profonde.

## Jeu de paume
- 1292 : treize artisans spécialisés dans la confection des balles de jeu de paume sont recensés à Paris qui compte environ 200 000 habitants. Ce nombre important (8 libraires seulement à Paris) de paumiers implique à l’évidence une pratique importante du jeu. Le Livre de Taille de 1292 nous signale également 7 escrimeurs (maître d’armes) et 1 billardier (fabricant de billards). La paume se pratiquait en individuel (1 contre 1) ou en double (2 contre 2), mais aussi à 3 contre 3 ou 4 contre 4. La façon de compter les points (15, 30, 40 et jeu) est toujours utilisée au tennis. L’origine de cette forme de comptage n’est pas clairement établie. Le port d’un gant de cuir afin de protéger la main qui frappe la balle se généralise en cette fin du XIIIe siècle. La paume se pratique à l’origine en plein air, mais dès le XIVe siècle les terrains de jeu sont couverts d’un toit donnant naissance aux salles de Jeu de paume, aussi appelés « tripots ».

## Joutes nautiques
- 1270 : à Aigues-Mortes, en attendant l’embarquement pour la Terre Sainte, les Croisés s’affrontent en tournoi de joutes nautiques sur des barques légères.

## Omnisports
- 1229-1231 : grève à l’Université de Paris beaucoup d'étudiants et de professeurs rejoignent l’Angleterre. À l’occasion du Carnaval, une activité sportive est très brutalement interrompue par les prévôts du Roi… Le cas n’est pas isolé ; il se reproduit en 1253…
- Juin 1260 : Jean de Chatillon, comte de Blois, accorde à la paroisse de Chouzy le droit d’organiser un match de soule à l’occasion de la Pentecôte. Ce texte de 1260 reste en usage pendant plus de cinq siècles. À l’image de Chouzy, les paroisses de France obtiennent de leurs seigneurs des jours dédiés aux jeux sportifs, tandis que dans les villes franches, ce sont les édiles qui organisent les jeux. Ces matches constituent une forme de calendrier « officiel », tandis que les parties disputées à la fin de la journée de travail (ou parfois pendant celles-ci…) sont considérées comme des entraînements ou des matches « officieux ». Certaines parties « officielles » drainent des joueurs ou des équipes parfois géographiquement très éloignées ; dans ces cas, les frais de déplacement et d’hébergement sont parfois pris en charge par les organisateurs. La soule, mais aussi la paume ou les barres, la crosse ou les quilles sont ici concernés par cette organisation. Ainsi, pendant plus de quatre siècles, le sport connaît en France une explosion sans équivalent dans son histoire malgré les interdits religieux et royaux, sans grands effets, qui perdurent. Ces derniers sont toutefois bien moins virulents qu’outre-Manche…

## Tournoi
- 1219 : décès de Guillaume le Maréchal, célèbre chevalier qui excellait en tournoi.
- 1240 : soixante morts lors d’un tournoi à Neuss.
- juin 1245 : le concile de Lyon condamne la pratique du tournoi.
- 1260 : le roi de France Saint Louis interdit la pratique du tournoi[1].